# Vỏ bọc ma
Vỏ bọc ma (tên gốc tiếng Anh: Ghost in the Shell) là một phim điện ảnh hành động khoa học viễn tưởng của Mỹ năm 2017 do Rupert Sanders đạo diễn và Jamie Moss, William Wheeler cùng Ehren Kruger biên kịch, dựa trên nguyên tác manga Nhật Bản Ghost in the Shell của họa sĩ Masamune Shirow. Phim có sự tham gia của Scarlett Johansson, Takeshi Kitano, Michael Pitt, Pilou Asbæk, Chin Han và Juliette Binoche. Lấy bối cảnh trong tương lai gần khi ranh giới giữa con người và người máy đang dần bị xóa nhòa, nội dung của phim xoay quanh nhân vật Thiếu tá, một siêu chiến binh cơ khí hóa đang cố gắng tìm hiểu về quá khứ đã bị mất của mình.
Vỏ bọc ma được ra mắt tại Tokyo vào ngày 16 tháng 3 năm 2017 và được công chiếu tại Mỹ, Việt Nam cùng nhiều quốc gia khác vào ngày 31 tháng 3 năm 2017 dưới định dạng 2D, 3D, IMAX 3D và 4DX. Phim nhận được nhiều đánh giá hỗn tạp, với những lời khen ngợi tập trung vào phong cách hình ảnh trung thành với nguyên tác, bối cảnh tương lai được chau chuốt tỉ mỉ, các hiệu ứng thực tiễn, diễn xuất hành động và phần nhạc nền, tuy nhiên phim cũng nhận nhiều chỉ trích cho phần cốt truyện và việc phát triển nhân vật. Việc tuyển Scarlett Johansson vào vai chính cũng gây ra nhiều tranh cãi trong việc tẩy trắng da diễn viên. Phim thu về tổng cộng 170 triệu USD toàn cầu so với kinh phí làm phim 110 triệu USD, và được coi là một bom xịt phòng vé.

## Nội dung
Thiếu tá Mira Killian là mật vụ thuộc Tiểu đội 9 của Chính phủ, chuyên giải quyết các vụ án liên quan đến công nghệ mạng và robot tự động. Bản thân cô cũng là một người cấy ghép với chỉ duy nhất bộ não là nguyên bản, còn cơ thể của "Thiếu tá" hoàn toàn là nhân tạo. Khi hàng loạt vụ tấn công nhắm vào các nhân vật quan trọng của Hanka Robotics, tập đoàn hàng đầu về lĩnh vực cấy ghép điện tử, thủ phạm được xác định là kẻ có khả năng hack vào bất cứ thiết bị điện tử nào để chiếm quyền điều khiển hệ thống, thậm chí là não bộ con người.
Đi sâu vào điều tra, Thiếu tá dần khám phá ra những bí mật phía sau quá khứ bị lãng quên của chính bản thân.

## Diễn viên
- Scarlett Johansson vai Thiếu tá Mira Killian / Motoko Kusanagi
  - Kaori Yamamoto vai Motoko Kusanagi trẻ[13]
- "Beat" Takeshi Kitano vai Daisuke Aramaki
- Michael Carmen Pitt vai Kuze / Hideo[14]
  - Andrew Morris vai Hideo trẻ
- Pilou Asbæk vai Batou
- Chin Han vai Togusa
- Juliette Binoche vai Tiến sĩ Ouelet[15]
- Peter Ferdinando vai Cutter
- Kaori Momoi vai Mẹ Motoko
- Lasarus Ratuere vai Carlos Ishikawa
- Danusia Samal vai Ladriya
- Anamaria Marinca vai Tiến sĩ Dahlin
- Michael Wincott vai Tiến sĩ Osmund
- Yutaka Izumihara vai Saito
- Tawanda Manyimo vai Borma
- Daniel Henshall vai Anh gầy
- Rila Fukushima vai Người máy geisha
- Pete Teo vai Tony
- Yuta Kazama vai Data Host
- Chris Obi vai Kiyoshi
- Adwoa Aboah vai Lia
- Tricky (cảnh bị xóa)[16]

Trong phiên bản lồng tiếng Nhật, Atsuko Tanaka, Akio Otsuka và Koichi Yamadera trở lại với vai trò của họ trong loạt phim điện ảnh của Mamoru Oshii và phim truyền hình Stand Alone Complex.

## Sản xuất
Năm 2008, DreamWorks (nhà phân phối tại rạp của Ghost in the Shell 2: Innocence thông qua hãng phim Go Fish Pictures) và Steven Spielberg có được bản quyền để sản xuất một phim điện ảnh người đóng chuyển thể từ nguyên tác manga Ghost in the Shell. Avi Arad và Steven Paul được xác nhận làm hai nhà sản xuất, và Jamie Moss đảm nhiệm phần kịch bản. Tháng 10 năm 2009, các nguồn tin thông báo Laeta Kalogridis đã vào thay thế Moss trong khâu kịch bản. Ngày 24 tháng 1 năm 2014, Rupert Sanders chính thức được xác nhận sẽ trở thành đạo diễn của phim, với phần kịch bản được thực hiện bởi William Wheeler. Wheeler đảm nhiệm công tác biên kịch cho Vỏ bọc ma trong gần một năm rưỡi, "Đó là một việc làm mênh mông và khó nhọc. Tôi nghĩ rằng tôi là người thứ hai hoặc thứ ba trong mớ hỗn độn ấy, và tôi biết rằng đã có ít nhất sáu hay bảy nhà biên kịch tham gia vào công việc này." Jonathan Herman cũng tham gia đảm nhiệm khâu viết kịch bản. Dù vậy cuối cùng, phần kịch bản được công nhận cho Moss, William Wheeler và Ehren Kruger.
Ngày 3 tháng 9 năm 2014, Margot Robbie bắt đầu những cuộc đàm phán đầu tiên cho vai nữ chính. Vào ngày 16 tháng 10, các nguồn tin cho biết hãng DreamWorks đã đề nghị mức thù lao 10 triệu USD cho Scarlett Johansson để cô đóng vai chính sau khi các cuộc đàm phán với Robbie thất bại vì cô đã được nhận vào vai diễn Harley Quinn trong Biệt đội cảm tử. Tháng 5 năm 2015, Paramount Pictures chấp thuận việc đồng sản xuất và chi tiêu tài chính cho phim. Ngày 10 tháng 11 năm 2015, Pilou Asbæk được tuyển vào phim với vai Batou. Theo trang TheWrap, Matthias Schoenaerts ban đầu được nhắm cho vai diễn này, trước khi nó rơi vào tay Asbæk. Ngày 19 tháng 11 năm 2015, các nguồn tin tiết lộ Sam Riley đang trong thời gian đàm phán cho vai phản diện Kuze, thủ lĩnh của những băng nhóm tội phạm nguy hiểm nhất. Tuy nhiên vào ngày 4 tháng 2 năm 2016, tờ Variety lại đưa tin nam diễn viên Michael Pitt đang trong quá trình đàm phán cho vai diễn này. Ngày 3 tháng 3 năm 2016, TheWrap xác nhận nam diễn viên người Nhật Takeshi Kitano đã được tuyển vào vai Daisuke Aramaki, người sáng lập và dẫn dắt Tiểu đội 9 trong nhiệm vụ bảo vệ thế giới khỏi các mối đe dọa công nghệ.
Quá trình quay phim chính của Vỏ bọc ma được bắt đầu tại Wellington, New Zealand vào ngày 1 tháng 2 năm 2016. Tháng 4 năm 2016, toàn bộ dàn diễn viên tham gia phim được chính thức xác nhận, trong đó có Juliette Binoche, Chin Han, Lasarus Ratuere và Kaori Momoi. Tháng 5 năm 2016, Rila Fukushima được tuyển vào đóng trong phim. Phim được đóng máy tại New Zealand vào ngày 3 tháng 6 năm, 2016. Vỏ bọc ma ngoài ra còn được quay tại khu vực Du Ma Địa và Jordan của Hong Kong, xung khoanh Phố Pak Hoi và Phố Woosung vào ngày 7, 8 và 10 hoặc 14–16 tháng 6 năm 2016.

## Phát hành
Vỏ bọc ma ban đầu được Walt Disney Studios Motion Pictures lên lịch khởi chiếu vào ngày 14 tháng 4 năm 2017 thông qua hãng Touchstone Pictures. Đây là một phim điện ảnh nằm trong hợp đồng phân phối giữa DreamWorks và Walt Disney Studios, vốn bắt đầu từ năm 2009. Tháng 4 năm 2015, Disney đẩy lịch chiếu phim tại Mỹ lên ngày 31 tháng 3 năm 2017, và hãng Paramount Pictures sẽ chịu trách nhiên phân phối phim tại các thị trường quốc tế. Tuy nhiên vào tháng 9 năm 2015, DreamWorks và Disney công bố sẽ không tiếp tục kí tiếp hợp đồng phân phối này nữa, và hợp đồng cũ sẽ hết hạn vào tháng 8 năm 2016. Tháng 1 năm 2016, Disney rời bỏ Vỏ bọc ma sau khi hợp đồng phân phối giữa DreamWorks và hãng Universal Pictures được đồng thuận vào tháng 12 năm 2015. Quyền phân phối của Disney sau đó được chuyển hoàn toàn cho Paramount thay vì Universal, và Paramount vẫn giữ nguyên ngày công chiếu cũ của Disney là 31 tháng 3 năm 2017. Trái với thông thường, Vỏ bọc ma không có các buổi họp báo công chiếu ra mắt cho các nhà phê bình trước ngày công chiếu chính thức.

### Doanh thu phòng vé
Vỏ bọc ma thu về 40,5 triệu USD tại thị trường Mỹ và Canada và 129,2 triệu USD tại các thị trường ngoại địa, nâng tổng mức doanh thu lên 169,8 triệu USD, so với kinh phí làm phim 110 triệu USD. Trang Deadline nhận định, Vỏ bọc ma có khả năng thu lỗ ít nhất 60 triệu USD so với tổng kinh phí sản xuất cũng như quảng bá lên tới 250 triệu USD.
Tại Bắc Mỹ, Vỏ bọc ma được khởi chiếu cùng thời điểm với Nhóc trùm và The Zookeeper's Wife, và được giới quan sát dự đoán sẽ thu về 25 triệu USD từ 3.440 rạp chiếu phim trong dịp cuối tuần ra mắt. Phim thu về 1,8 triệu USD từ suất chiếu sớm đêm thứ năm và 7,7 triệu USD trong ngày thứ sáu. Sau ba ngày công chiếu, doanh thu của phim dừng ở mức thấp hơn sự đoán là 19 triệu USD, xếp thứ ba về doanh thu phòng vé sau Nhóc trùm và Người đẹp và quái vật. Trang Deadline.com cho rằng doanh thu của phim đạt thấp là do những đánh giá dưới mức trung bình của giới chuyên môn, chiến dịch quảng bá không rõ ràng và việc Johansson không sử dụng các mạng xã hội. Trong ba ngày cuối tuần thứ hai phim thu về 7,4 triệu USD, rớt 60,4% so với tuần đầu và về thứ 5 ở doanh thu phòng vé.
So với doanh thu tại Mỹ, doanh thu tại Nhật Bản có phần khá khẩm hơn sau khi phim được công chiếu vào ngày 7 tháng 4 năm 2017, với 3,3 triệu USD sau ba ngày được công chiếu ngoài rạp. Tại Trung Quốc, phim ra mắt ở vị trí đầu bảng, với 22,1 triệu USD thu về và cướp vị trí dẫn đầu trước đó của Kong: Đảo Đầu lâu.

### Đánh giá chuyên môn
Trên hệ thống tổng hợp kết quả đánh giá Rotten Tomatoes, Vỏ bọc ma nhận được 45% lượng đồng thuận dựa theo 223 bài đánh giá, với điểm trung bình là 5,6/10. Các chuyên gia của trang web nhất trí rằng, "Vỏ bọc ma khuếch trương phần hình ảnh tuyệt vời và diễn xuất thuyết phục của Scarlett Johansson, nhưng kết quả cuối cùng lại thiếu đi sự huyền ảo từ những chất liệu cổ điển của bộ phim." Trên trang Metacritic, phần phim đạt số điểm 52 trên 100, dựa trên 42 nhận xét, chủ yếu là những đánh giá trung bình và hỗn tạp". Lượt bình chọn của khán giả trên trang thống kê CinemaScore cho phim điểm "B" trên thang từ A+ đến F.
Richard Roeper từ tờ Chicago Sun-Times cho phim 2,5 trên 4 sao, phát biểu: "Gần như mọi cảnh quay trong Vỏ bọc ma là một hình ảnh kinh ngạc khiến ta phải chú ý." Evan Narcisse từ io9 bình luận rằng bộ phim đã thất bại trong việc nắm bắt tinh thần của chất liệu gốc, và vấn đề lớn hơn cả chính là việc Thiếu tá đi hỏi những câu hỏi sai lầm về thân phận của chính mình. Khánh Hưng từ Zing.vn cho phim số điểm 7/10 kèm lời bình luận, "Tác phẩm hành động giả tưởng mới nhất của Scarlett Johansson sở hữu phần hình ảnh xuất sắc cùng cốt truyện tối giản có thể khiến fan của nguyên tác còn cảm thấy thèm thuồng."

### Phương tiện tại gia
Vỏ bọc ma được phát hành dưới định dạng Digital HD vào ngày 7 tháng 7 năm 2017 và dưới định dạng Blu-ray và DVD vào ngày 25 tháng 7 năm 2017.

## Tranh cãi
Việc tuyển nữ diễn viên Scarlett Johansson vào vai Thiếu tá gây ra nhiều tranh cãi về vấn đề tẩy trắng. Pavan Shamdasani từ tờ Asia Times viết: "Câu chuyện nguyên tác mang đậm tính châu Á: manga Nhật Bản, anime đột phá, các địa điểm lấy cảm hứng từ Hong Kong, cốt truyện dựa theo các triết lý phương Đông. Hầu hết những thứ đó đều đã bị bỏ qua trong phiên bản chuyển thể lên màn ảnh rộng này, và Scarlett Johansson vào vai một nhân vật nữ chính tóc đen thuần châu Á, điều này đã khiến cho cộng đồng mạng nổi cơn lôi đình." Tháng 4 năm 2016, ScreenCrush tiết lộ rằng các nhà làm phim đã được ủy quyền sử dụng công nghệ CGI và các thử nghiệm hiệu ứng hình ảnh khác để tái hiện vẻ bề ngoài của Johansson sao cho giống châu Á hơn. Hãng Paramount cho biết các thử nghiệm đều là ngắn hạn và sẽ không sử dụng cho nhân vật của Johansson. Một số người hâm mộ và những người làm về điện ảnh cho rằng những tranh cãi này có thể dẫn tới một vấn đề lớn hơn: Hollywood ngày nay đang sợ rằng việc tuyển một diễn viên da màu vào phim sẽ đem lại ít lợi nhuận hơn. Nhà báo Marc Bernardin của Los Angeles Times viết rằng, "cuộc đua duy nhất mà Hollywood quan tâm chính là cuộc đua về doanh thu phòng vé".
Vỏ bọc ma thu hút thêm nhiều ý kiến đánh giá với đoạn kết của phim, khi nhân vật của Johansson tìm được nguồn gốc thật sự của mình là một thiếu nữ Nhật Bản tên là Motoko Kusanagi. Mạng lưới Truyền thông Hành động dành cho người Mỹ gốc Á đã buộc tội Johansson nói dối khi cô phát biểu rằng minh sẽ không bao giờ cố gắng vào vai một người thuộc sắc tộc khác. Nữ diễn viên người Mỹ gốc Nhật Ai Yoshihara phát biểu với tờ The Hollywood Reporter rằng cô cảm thấy "những người da trắng đang biện hộ cho dàn diễn viên." Atsuko Okatsuka, một nữ diễn viên người Mỹ gốc Nhật khác, kết luận: "Hanka Robotics đang cố gắng tạo ra những con người hoàn hảo nhất và những người máy hoàn hảo nhất. Vì một vài lí do, những thứ tuyệt vời nhất ấy phải có làn da trắng."